# Tylototriton
Genre
Synonymes
- Yaotriton Dubois & Raffaëlli, 2009
- Qiantriton Fei, Ye & Jiang, 2012
- Liangshantriton Fei, Ye & Jiang, 2012

Tylototriton est un genre d'urodèles de la famille des Salamandridae.

## Répartition
Les 44 espèces de ce genre se rencontrent en Chine, au Laos, dans le Nord et au centre du Viêt Nam, dans le nord de la Thaïlande, dans le Nord de la Birmanie, dans le nord-est de l'Inde et au Népal.

## Liste des espèces
Selon Amphibian Species of the World (15 novembre 2024) :
- Tylototriton anguliceps Le et al. 2015
- Tylototriton anhuiensis Qian et al., 2017[3]
- Tylototriton asperrimus Unterstein, 1930
- Tylototriton broadoridgus Shen et al. 2012
- Tylototriton dabienicus Chen et al., 2010
- Tylototriton daloushanensis Zhou et al. in Luo et al., 2022[4]
- Tylototriton gaowangjienensis Huang et al. in Huang et al., 2024[5]
- Tylototriton hainanensis Fei et al., 1984
- Tylototriton himalayanus Khatiwada et al., 2015
- Tylototriton houi Hernandez & Dufresnes, 2022 "2023"[6]
- Tylototriton joe  Rao et al., 2022 "2020"[7]
- Tylototriton kachinorum Zaw et al., 2019[8]
- Tylototriton koliaensis Poyarkov et al., 2024[9]
- Tylototriton kweichowensis Fang & Chang, 1932
- Tylototriton liuyangensis Yang et al., 2014
- Tylototriton lizhengchangi Hou et al., 2012
- Tylototriton maolanensis Li et al., 2020[10]
- Tylototriton ngarsuensis Grismer et al., 2018[11]
- Tylototriton ngoclinhensis Phung et al., 2023[12]
- Tylototriton notialis Stuart et al., 2010
- Tylototriton obsti Bernardes et al., 2020[13]
- Tylototriton panhai Nishikawa et al., 2013
- Tylototriton panwaensis Grismer et al., 2019[14]
- Tylototriton pasmansi Bernardes et al., 2020[13]
- Tylototriton phukhaensis Pomchote et al., 2020[15]
- Tylototriton podichthys Phimmachak et al., 2015
- Tylototriton pseudoverrucosus Hou et al., 2012
- Tylototriton pulcherrimus Hou et al. in Hou et al., 2012[16]
- Tylototriton shanjing Nussbaum et al., 1995
- Tylototriton shanorum Nishikawa et al., 2014
- Tylototriton sini Lyu et al. in Lyu et al., 2021[17]
- Tylototriton soimalai Pomchote et al., 2024[18]
- Tylototriton sparreboomi Bernardes et al., 2020[13]
- Tylototriton taliangensis Liu, 1950
- Tylototriton thaiorum Poyarkov et al., 2021[19]
- Tylototriton tongziensis Li et al., 2022[20]
- Tylototriton umphangensis Pomchote et al., 2021[21]
- Tylototriton uyenoi Nishikawa et al., 2013
- Tylototriton verrucosus Anderson, 1871
- Tylototriton vietnamensis Böhme et al., 2005
- Tylototriton wenxianensis Fei et al., 1984
- Tylototriton yangi Hou et al., 2012
- Tylototriton zaimeng Decemson et al., 2023[22]
- Tylototriton ziegleri Nishikawa et al., 2013

## Étymologie
Tylototriton vient du grec ancien τυλωτός, tylotos, « verrue », et Τρίτων, Trítôn, « Triton », le dieu marin fils de Poséidon et d'Amphitrite, et ce en référence à sa vie en partie aquatique et aux nombreux tubercules glandulaires présents sur sa peau.

## Publication originale
- Anderson, 1871 : Description of a new genus of newts from western Yunan. Proceedings of the Zoological Society of London, vol. 1871, p. 423-425 (texte intégral).